# Molí de la Pineda
El Molí de la Pineda és un antic molí de farina del poble de Riells del Fai, al municipi de Bigues i Riells, al Vallès Oriental. Fou construït al nord-oest del terme i del poble al qual pertany.
És el molí pertanyent a la masia de la Pineda, al sud de la qual es troba. És a l'esquerra del Tenes, i a la dreta del torrent de Llòbrega, les aigües del qual eren les aprofitades per fer anar el molí. És al sud-oest de Can Jaume i del Planot.
A ponent del Molí de la Pineda s'estenen els paratges d'ús agrícola del Camp del Corb i de la Penyora.